# Midland Football Alliance
Die Midland Football Alliance war eine regionale englische Fußballliga für das Gebiet der Counties Leicestershire, Shropshire, Staffordshire, Warwickshire, West Midlands, Worcestershire sowie den südlichen Teilen der Countys Derbyshire und Nottinghamshire. 2014 schloss sich die Liga mit der Midland Football Combination zur Midland Football League zusammen.

## Geschichte
Die Liga wurde 1994 durch Zusammenschluss zahlreicher Vereine der beiden Ligen West Midlands (Regional) League und Midland Football Combination zu einem gemeinsamen Spielbetrieb gegründet. In der Gründungssaison nahmen jeweils 10 Vereine der beiden abgebenden Ligen am Spielbetrieb der Alliance teil. 

## Spielklassenstruktur
Die Midland Football Alliance war in den ersten Jahren nach ihrer Gründung noch nicht in das National League System eingegliedert, so dass der Meister kein automatisches Aufstiegsrecht in eine nächsthöhere Spielklasse besaß. Vielmehr wurde der Meister nur auf gesonderten Antrag gegebenenfalls in den Spielbetrieb eines höherrangigen Liga aufgenommen. Erst mit der Reorganisation des National League System zur Saison 2004/05 wurde die Midland Football Alliance auf der neunten Ligaebene des Systems offiziell aufgenommen und dem Meister je nach geographischer Lage das Aufstiegsrecht in die Northern Premier League Division One bzw. die Southern Football League Division One eingeräumt.

## Weitere Wettbewerbe
Neben dem Ligaspielbetrieb organisiert die Midland Football Alliance weiterhin zwei Pokalwettbewerbe, den Midland Football Alliance League Cup sowie den Joe McGorian Cup zwischen dem Meister des Ligaspielbetriebs und dem Gewinner des League Cups.
Die Mannschaften der Midland Football Alliance haben zudem das Recht zur Teilnahme am FA Cup, sofern sie über ein den Regularien des englischen Pokalwettbewerbs genügendes Stadion verfügen.

## Meister
- 1994/95 Paget Rangers
- 1995/96 Shepshed Dynamo
- 1996/97 FC Blakenall
- 1997/98 Bloxwich Town
- 1998/99 FC Rocester
- 1999/00 Oadby Town
- 2000/01 Stourport Swifts
- 2001/02 FC Stourbridge
- 2002/03 FC Stourbridge
- 2003/04 FC Rocester
- 2004/05 Rushall Olympic
- 2005/06 FC Chasetown
- 2006/07 FC Leamington
- 2007/08 Atherstone Town
- 2008/09 Market Drayton Town
- 2009/10 FC Barwell
- 2010/11 Coalville Town
- 2011/12 FC Gresley
- 2012/13 Stratford Town
- 2013/14 FC Tividale